# Jun'an
Jun'an (kinesiska: 均安) är en köping (zhen) i sydöstra Kina. Den ligger i stadsdistriktet Shunde i staden Foshan i provinsen Guangdong, omkring 49 kilometer söder om provinshuvudstaden Guangzhou. Antalet invånare är 141 736. Befolkningen består av 67 123 kvinnor och 74 613 män. Barn under 15 år utgör 11,0 %, vuxna 15-64 år 82 %, och äldre över 65 år 6,0 %.